# Pokémon 11: Giratina en de Krijger van de Lucht
Giratina en de Krijger van de Lucht (Engelse titel: Giratina and the Sky Warrior) is de elfde animatiefilm uit de Pokémonreeks, geregisseerd door Kunihiko Yuyama. De originele Japanse titel luidt Giratina to Sora no Hanataba Shaymin, waarvan de twee Pokémon-namen naar de Amerikaanse situatie vertaald zijn.

## Plot
(Het verhaal begint met een Shaymin die uit een meer drinkt. Plotseling verschijnt Dialga en hij drinkt ook. Ineens komt er een Giratina uit een gat van de andere wereld in het water die Dialga aanvalt. Hij neemt hem mee door het gat; ook Shaymin wordt meegesleurd. Ze komen terecht in een andere wereld, waar een man hen ziet en hen filmt. Dialga schudt Giratina van hem af en probeert terug te gaan door de poort. Hij wordt echter teruggesleurd door Giratina; de poort verdwijnt. Shaymin krijgt ondertussen een hoeveelheid rook binnen en begint groen te stralen. Er ontstaat een ontploffing en een nieuwe poort verschijnt, waarin Shaymin wordt gezogen, terug naar het meer. Dialga valt Giratina aan en ontsnapt ook door de poort. Als Giratina hem probeert te volgen, kan hij niet meer door de poort naar buiten. De poort sluit zich.)
Ash, Pikachu, Dawn en Brock zijn in een stadje en gaan eten. Eerst moeten ze hun handen wassen. Terwijl de Pokémon staan te eten, verschijnt Shaymin, bedekt in vuil, en hij eet de pannenkoeken van onze helden op. Piplup ziet het en zegt er wat van. Shaymin loopt echter weg en stoot de barbecue om, waardoor hij onder de rook komt. Hij zuigt de rook op, begint te gloeien en ontploft. Erna pakt Dawn Shaymin op die met telepathie tegen hen begint te praten. Hij heeft koorts en wordt naar het Pokémon Center gebracht.
In het Pokémon Center vertelt Zuster Joy dat Shaymin Zaadscheiding deed: een aanval waarbij hij al het vuile lucht opzuigt en het zuivert. Als Shaymin wakker wordt, zegt hij dat hij terug wil naar de bloementuin voor de bloemenvoortbrenging die jaarlijks door de Shaymin wordt gehouden. Onze helden besluiten om hem ernaartoe te brengen. Wanneer ze door het park lopen, wordt Shaymin ineens afgepakt door Team Rocket. Ineens worden ze in een glazen kunstwerk van het park gezogen samen met Ash, Dawn en Pikachu. Brock blijft achter. Ze komen terecht in een andere wereld, waar Giratina hen aanvalt. Een man met een Shieldon (de man van hiervoor) redt hen en neemt hen mee. Hij heet Newton Graceland, een wetenschapper die hier al vijf jaar deze plek bestudeerd, en vertelt hen dat ze in een omgekeerde wereld zijn. Dit is een alternatieve wereld tegenover de reële wereld. Ze lopen nooit in elkaar over. De zwaartekracht verschilt hier ook per plek. Giratina is de enige Pokémon die kan reizen door deze twee werelden en is dus de enige en de baas van de omgekeerde wereld. Newton besluit hen terug naar de reële wereld te brengen. Hij vertelt ook dat als de echte wereld uit balans raakt, de omgekeerde wereld het corrigeert met een zwarte wolk die erg giftig is. Toen Dialga en Palkia met elkaar vochten in Alamos Town ging alles uit balans. De hele omgekeerde wereld werd bedekt met rook. Giratina ging naar de reële wereld en nam Dialga mee, maar door Shaymin’s Zaadscheiding ontsnapte Dialga. Ook kan Giratina niet meer door de twee werelden reizen door Dialga. Nu is hij boos op Shaymin. Giratina valt opnieuw aan, maar Shaymin gebruikt Vervanging om Giratina te misleiden. Onze helden ontsnappen door een poort naar de echte wereld. Ondertussen volgen Team Rocket hen, maar ze zijn net te laat om door de poort terug te keren en blijven bij Newton. Aangezien Giratina in de echte wereld kan kijken door middel van spiegels, gaan onze helden, vergezeld met Brock, snel weg uit het park.
Als ze uit het park zijn, worden ze plotseling aangevallen door een man met heel veel Magnemite, Magneton en een Magnezone. De helden rennen weg, maar worden achtervolgd. Ze weten hen kwijt te raken door in een trein te stappen, die toevallig richting de bloementuin rijdt. In de trein gaan ze naast een groepje mensen zitten. Een van die mensen heeft Gracetia-bloemen bij zich. Wanneer er wat stuifmeel op Shaymin valt, verandert Shaymin in zijn Luchtvorm. Opnieuw worden ze aangevallen door de man met de Magnemite’s, Magnetons en een Magnezone. Door middel van hen te bevechten, weten ze hen te verslaan. Als de trein stopt, gaan ze verder met boot richting de bloementuin. Als ze op de boot zitten, worden ze na een tijdje weer aangevallen door de man met de Magnemite’s, Magnetons en een Magnezone. Er verschijnt ineens een poort in het water en onze helden worden met Shaymin in de poort gezogen naar de omgekeerde wereld; de man volgt hen.
Shaymin en Giratina vechten, maar doordat het nacht is in de omgekeerde wereld en Shaymin geen Luchtvorm kan hebben in de nacht, verandert hij terug in zijn normale vorm. Ze ontmoeten Newton opnieuw samen met Team Rocket.
Plotseling wordt Shaymin meegenomen door twee Magnemite’s en brengen hem bij de man. Newton ziet hem en zegt dat het Zero is; Newtons vroegere assistent. Zero wil de omgekeerde wereld voor zichzelf. Zero drijft de zwarte wolken over onze helden. Shaymin absorbeert de wolken en doet Zaadscheiding. Hierdoor ontstaat er een poort en gaan Giratina, Zero en onze helden terug naar de echte wereld. Team Rocket blijft weer achter in de omgekeerde wereld.
Zero gebruikt een heel grote machine en vangt daarmee Giratina. Het geeft hem de kracht terug om tussen de twee werelden te reizen. Hierna probeert Zero het weer af te pakken van Giratina om het zelf te kunnen gebruiken. Newton zegt dat die machine zijn ontwerp is en dat hij die gemaakt heeft om tussen twee werelden te kunnen reizen. Hij kwam er echter achter dat hij hiervoor Giratina zou moeten opofferen en hij heeft zijn plannen gewijzigd en het ontwerp vernietigd. Zero heeft het waarschijnlijk onthouden en herbouwd. Onze helden merken op dat ze in de Gracetia bloementuin zijn en Shaymin verandert opnieuw in zijn Luchtvorm. Met een vliegmachine van Zero vliegen Ash, Dawn en Newton naar de machine in de lucht en bevechten de Magnemite’s, Magnetons en de Magnezone, terwijl Newton naar binnen gaat om het computersysteem te infiltreren. Brock blijft opnieuw achter. Net op tijd weet hij het proces af te breken. Hierdoor stort echter wel de machine neer. Giratina valt er vanaf in het water en onze helden vliegen met Newton op Zero’s vliegmachine naar beneden. Net voordat de machine neerstort, ontsnapt Zero.
Shaymin gebruikt zijn Aromatherapie om de verzwakte Giratina te genezen. Zero valt aan in een wat kleinere machine, die nu ook de gave heeft om door twee werelden te reizen; ook heeft hij de aanvallen van Giratina gekopieerd. Hij maakt een poort en vliegt naar de omgekeerde wereld. Zero valt de echte wereld aan via de omgekeerde wereld. Ash springt op Giratina’s rug en hij vliegt samen met Shaymin ook naar de omgekeerde wereld. Daar proberen ze Zero tegen te houden. Zero vernielt ondertussen de gletsjer via de omgekeerde wereld, waardoor hij begint te schuiven. Alle bospokémon bevriezen het meer om zo de gletsjer tegen te houden, maar dat werkt niet. Als de gletsjer niet tegengehouden kan worden, zal het de dorpen, de steden en de bloementuin vernietigen. Opeens verschijnt Regigigas samen met heel veel Mamoswine en ze proberen de gletsjer tegen te houden.
Zero verslaat ondertussen Giratina en Ash. Shaymin krijgt echter opnieuw rook binnen en doet Zaadscheiding, waardoor er opnieuw een poort verschijnt naar de echte wereld. Zero en Shaymin worden naar de echte wereld gezogen, waar alle Pokémon snel de machine van Zero bevriezen met IJsstraal, waardoor hij niet meer werkt en kapotgaat. Giratina herstelt de omgekeerde wereld en de gletsjer stopt met bewegen. Hij redt Ash en Pikachu en neemt hen op zijn rug en maakt een poort naar de echte wereld en zet ze af bij Dawn, Brock en Newton. Hierna gaat hij weer weg. Misschien weer op zoek naar Dialga. 
Shaymin gaat naar de andere Shaymins in de bloementuin. Alle bloemen gaan bloeien en de Shaymins veranderen in Luchtvorm en vliegen weg. Shaymin neemt afscheid van onze helden en ze zwaaien hem uit.

## Uitzendgegevens
In Nederland debuteerde de film zaterdag 25 april 2009 op televisiezender Jetix. Sun Studio verzorgde de Nederlandse nasynchronisatie. De Nederlandse stemmenregie lag in handen van Hilde de Mildt. 14 oktober 2009 kwam de film in Nederland en België uit op dvd. Was in 2008 in Japanse bioscopen te zien.

## Nasynchronisatie
Sun Studio verzorgde de Nederlandse nasynchronisatie, tevens de tweede Pokémonfilm voor deze studio. De Nederlandse stemmenregie lag in handen van Hilde de Mildt.

### Rolverdeling
| Personages en stemacteurs | Personages en stemacteurs                                                           | Personages en stemacteurs | Personages en stemacteurs |
| Personage                 | Nederlands                                                                          | Engels                    | Japans                    |
| ------------------------- | ----------------------------------------------------------------------------------- | ------------------------- | ------------------------- |
| Verteller                 | Jeroen Keers                                                                        | Rodger Parsons            | Unshō Ishizuka            |
|                           |                                                                                     |                           |                           |
| Ash                       | Christa Lips                                                                        | Sarah Natochenny          | Rica Matsumoto            |
| Dawn                      | Meghna Kumar                                                                        | Emily Bauer               | Megumi Toyoguchi          |
| Brock                     | Fred Meijer                                                                         | Bill Rogers               | Yūji Ueda                 |
| Newton Graceland          | Sander de Heer                                                                      | Marc Thompson             | Kōichi Yamadera           |
| Zero                      | Tony Neef                                                                           | Parker Anderson           | Shidō Nakamura            |
| Shaymin (Landvorm)        | Anneke Beukman                                                                      | Amy Palant                | Vanilla Yamazaki          |
|                           |                                                                                     |                           |                           |
| Pikachu                   | Ikue Otani                                                                          | Ikue Otani                | Ikue Otani                |
| Infi                      | Lotte Horlings                                                                      | Bella Hudson              | Shōko Nakagawa            |
| Shaymin (Luchtvorm)       | Lot Lohr                                                                            | Amy Palant                | Vanilla Yamazaki          |
| Zuster Joy                | Mandy Huydts                                                                        | Michelle Knotz            | Ayako Shiraishi           |
| Jessie                    | Hilde de Mildt                                                                      | Michele Knotz             | Megumi Hayashibara        |
| James                     | Paul Disbergen                                                                      | Jimmy Zoppi               | Shinichirō Miki           |
| Meowth                    | Bas Keijzer                                                                         | Jimmy Zoppi               | Inuko Inuyama             |
|                           |                                                                                     |                           |                           |
| overige                   | Boyan van der Heijden Donna Vrijhof Jannemien Cnossen Lotte Horlings Xander Gallois |                           |                           |

## Soundtrack
Het Nederlandstalige eindnummer Wat is de wereld toch mooi werd gezongen door Marcel Veenendaal, en is een bewerking van het oorspronkelijk Amerikaanse This Is A Beautiful World geschreven en gecomponeerd door John Loeffler en David Wolfert. De vertaling en bewerking van het nummer was van de hand van Hilde de Mildt. De film heeft in tegenstelling tot eerdere films in deze reeks geen vocale titelsong.
De achtergrondmuziek is van de hand van Shinji Miyazaki.

## Dvd
| Titel                         | Afleveringen | Verschijningsdatum | Talen      | Distributeur     |
| ----------------------------- | --- | ------------------ | ---------- | ---------------- |
| Pokémon De 11de film Giratina | Giratina en de krijger van de lucht speelduur: ca. 110 minuten verpakking: standaard-dvd-doos opmerkingen: geen keuzemenu | 14 oktober 2009    | Nederlands | E1 Entertainment |